# Großsteingrab Alt Garge
Das Großsteingrab Alt Garge war eine megalithische Grabanlage der jungsteinzeitlichen Trichterbecherkultur bei Alt Garge, einem Ortsteil von Bleckede im Landkreis Lüneburg (Niedersachsen). Es wurde vor 1839 zerstört. Die Anlage befand sich im Wald bei Alt Garge und besaß ein rechteckiges Hünenbett von enormer Größe, genaue Maßangaben sind allerdings nicht überliefert, ebenso fehlen Informationen zur Grabkammer.